# Robert K. Merton
Robert King Merton (ur. 4 lipca 1910 w Filadelfii, zm. 23 lutego 2003 w Nowym Jorku) – amerykański socjolog, profesor Uniwersytetu Columbia w Nowym Jorku. Był też członkiem zagranicznym Polskiej Akademii Nauk.
W latach 1932–1936 studiował na Uniwersytecie Harvarda, gdzie był studentem, między innymi, Pitirima Sorokina. 

## Poglądy i koncepcje
Robert K. Merton zalicza się do przedstawicieli funkcjonalizmu. Jako funkcjonalista przeciwstawiał się konieczności budowania „wielkich gmachów teoretycznych” w socjologii, krytycznie odnosząc się do, na przykład, abstrakcyjnie ujętego funkcjonalizmu Talcotta Parsonsa, mało przydatnego dla socjologii empirycznej i przedwcześnie budowanego w stosunku do zastanej wiedzy na temat życia społecznego. W zamian zaproponował teorie średniego zasięgu, oferujące modele i uogólnienia dotyczące wyraźnie określonych pól danych empirycznych. Bazując na teoriach średniego zasięgu budował także ogólną teorię socjologiczną. Jego stanowisko zostało opublikowane zanim Parsons przedstawił swój schemat funkcjonalny, dlatego wielu socjologów odczytało je jako atak na koncepcję Parsonsa.
Teorie średniego zasięgu, które skonstruował, dotyczyły przede wszystkim:
- ról społecznych
- grup odniesienia
- dewiacji społecznej i anomii
- biurokracji
- samospełniających się i samodestrukcyjnych przepowiedni (prognoz).

Merton wprowadził do socjologii także szereg pojęć: eufunkcja i dysfunkcja, funkcje jawne i ukryte, względne upośledzenie. W 1968 sformułował tak zwaną strategię Mateusza (w nawiązaniu do przypowieści o talentach z Ewangelii św. Mateusza), inaczej nazywaną zasadą kumulatywnych korzyści. Znaczną uwagę poświęcił systemowi normatywnemu w grupie społecznej, dokonując jednocześnie szerokiej typologii grup społecznych i metod adaptacji. Zajmował się także socjologią nauki i metodologią. W 1989 został doktorem honoris causa Uniwersytetu Jagiellońskiego. 

## Wybrane prace
- Social Theory and Social Structure (1949)
- On the Shoulders of Giants: A Shandean Postsript (1965)
- The Sociology of Science (1973)
- Sociological Ambivalence and Other Essays (1976)
- On Social Structure and Science

## Tłumaczenia prac na język polski
- Teoria socjologiczna i struktura społeczna, tł. Ewa Morawska, Jerzy Wertenstein-Żuławski, Wyd I: 1982, Wyd II: 2002, Warszawa, Wydawnictwo Naukowe PWN, s. 669, ISBN 83-01-13876-9 (Social Theory and Social Structure 1949)

## Rodzina
Syn Roberta Mertona, Robert Carhart Merton, jest laureatem Nagrody Banku Szwecji im. Alfreda Nobla w dziedzinie ekonomii.